# Саксен-Йена
Герцогство Саксен-Йена (нем. Herzogtum Sachsen-Jena) — недолго просуществовавшее государство в составе Священной Римской империи, одно из эрнестинских герцогств.

## История
В 1672 году умер, не оставив наследников, герцог Саксен-Альтенбурга Фридрих Вильгельм III. Часть его герцогства, отделённую от Саксен-Веймара в 1602 году, унаследовал его кузен Иоганн Эрнст II Саксен-Веймарский. Он немедленно разделил увеличившиеся земли Саксен-Веймара со своими младшими братьями — Иоганном Георгом и Бернхардом, которым достались соответственно Саксен-Эйзенах и Саксен-Йена.
После смерти сына Бернхарда, Иоганна Вильгельма в 1690 году в возрасте 15 лет, герцогство Саксен-Йена было разделено между Саксен-Веймаром и Саксен-Эйзенахом.

## Герцоги Саксен-Йены
- Бернхард (1672—1678)
- Иоганн Вильгельм (1678—1690)